# DC Down – Washington in Flammen
DC Down – Washington in Flammen (Originaltitel DC Down) ist ein US-amerikanischer Katastrophen-Actionfilm aus dem Jahr 2023 von und mit Geoff Meed. Als Hauptdarsteller werden Sean Young und Eric Roberts geführt.

## Handlung
Ein schweres Erdbeben erschüttert Washington, D.C. und das Weiße Haus. Unter den Trümmern des Weißen Hauses werden sowohl Präsidentin Powell als auch Vize-Präsidentin Rachel Jameson verschüttet. Daher übernimmt Terry Wilder vorerst die Aufgaben eines Präsidenten. Katherine Greene, eine Seismologin befürchtet, dass es sich bei dem Erdbeben lediglich um ein Vorbeben handelt. Tatsächlich sagt sie ein noch stärkeres Nachbeben voraus. Um dieses zumindest abzuschwächen, verfolgt sie den Plan, mit gigantischen Erdbohrern Löcher in die Böden zu bohren und diese mit Wasser zu befüllen. Dadurch erhofft sie, dass das Wasser wie eine Art Schmierfilm wirkt und dadurch die tektonischen Platten nicht mehr aneinander reiben.
Während sie versucht ihren Plan in die Tat umzusetzen, wird ihr Ehemann Lance Cushing, ehemaliger Kampfingenieur und Such- und Rettungsexperte, mit der Mission beauftragt, die Präsidentin unter den Trümmern lebend zu bergen. Als er schließlich einen Weg in das zerstörte Regierungshaus findet, befindet er sich in einem Raum, in diesem er strengvertrauliche Dokumente findet, die darauf hinweisen, dass die Präsidentin gestürzt werden soll. Zu diesem Zwecke wurde eine geheime Miliz ins Leben gerufen. Als Anführer der Miliz agiert Beck. Schon bald hat Lance Terry Wilder als Strippenzieher in der Hand.

## Hintergrund
Es handelt sich um einen Mockbuster zu White House Down und Olympus Has Fallen – Die Welt in Gefahr.
Der Film ist in zwei Parts, einem Katastrophen-Part und einen Actionfilm-Part mit Verschwörungstheorien, aufgebaut, die parallel zueinander verlaufen und am Ende zusammenführen. Gedreht wurde der Film im kanadischen Montreal, Québec. In Kanada war der Film ab dem 19. Juni 2023 als Video-on-Demand verfügbar, in den USA erfolgte die Veröffentlichung einen Tag später auf dem Streamingdienstleister tubi. In Deutschland startete der Film am 22. März 2024 in den Videoverleih. Ein knappes Jahr später, am 21. März 2025 gab der Film auf dem Sender Tele 5 seine deutsche Free-TV-Premiere.

## Rezeption
In der Filmreview auf Actionfreunde wird der Film als „unspannend“ bezeichnet, da einem die vorgestellten Charaktere „vollkommen egal“ und die „Katastrophenaction unspektakulär“ sei. Bemängelt werden die Filmdialoge, die als „dummes Gelaber“ abgestempelt werden. Die deutschsprachige Synchronisation wird als „absolut lustlose, katastrophal schlechte“ Synchronisierung verrufen. Negativ schlägt die Tatsache auf, dass „niemand onscreen stirbt oder fiese Verletzungen davonträgt“ und den Film zum Film mit dem „humansten Erdbeben aller Zeiten“ mache. Es werden weiterhin die Spezialeffekte und die Logik des Films kritisiert. Die schauspielerischen Leistungen von Jack Pearson und Kayla Fields werden als „nicht gar so blassbackig daherkommend, wie man es aktuell von The Asylum gewohnt ist“ bezeichnet; Sean Young „overacted sich um Kopf und Kragen“. Final erhält der Film einen von zehn möglichen Punkten.
Auf Nerdly werden von Jim Morazzini ebenfalls die CGI-Effekte bemängelt. Auch werden die vielen Dialoge kritisiert. Besonders die Filmfehler wie völlig zerstörte Gebäude und Straßen, die in der nächsten Aufnahme wieder heile sind, werden bemängelt. Dem Film wird unterstellt „neunzig Minuten so langweilig zu liefern“ und erhält einen von fünf Punkten.
Aufgrund zu weniger Abstimmung hat der Film keine Bewertung im Filmportal Rotten Tomatoes. In der Internet Movie Database hat der Film bei knapp 500 Stimmabgaben eine Wertung von 2,9 von 10,0 möglichen Sternen (Stand: März 2025).